# Tiergartenviertel
Het Tiergartenviertel is een wijk in het stadsdeel Tiergarten in Berlijn. Het westelijke deel van het Tiergartenviertel wordt ook wel de diplomatenwijk of ambassadewijk genoemd vanwege de vele diplomatieke gebouwen die er te vinden zijn.

## Locatie
De wijk is vernoemd naar de Großer Tiergarten. Aan de noordzijde wordt de wijk begrensd door de Tiergartenstraße. In het oosten ligt de grens aan de Potsdamer Strasse, waarachter de nieuwbouw van de Potsdamer Platz te vinden is. De zuidelijke grens wordt gevormd door het Landwehrkanaal.

## Geschiedenis
In 1828 werd het ontwikkelingsplan voor de voormalige excursieplaats buiten de stadsmuren van Berlijn goedgekeurd door koning Frederik Willem III van Pruisen. In de tweede helft van de negentiende eeuw werd er een uitgebreide villakolonie gebouwd en trokken hoge ambtenaren, ondernemers, kunstenaars en wetenschappers naar de wijk. De wijk was centraal gelegen tussen Oud-Berlijn, Charlottenburg en Schöneberg, maar had de voordelen van een buitenwijk. Het 274 hectare grote gebied van de voormalige Tiergarten werd ingelijfd in 1881. In de wilhelminische tijd heette de wijk Tiergarten officieel Untere Friedrichsvorstadt.  

Tijdens het interbellum stond de wijk bekend om de welgestelde inwoners en vele galerieën, waaronder die van kunsthandelaar Alfred Flechtheim. Onder invloed van Albert Speer onderging de wijk naar aanleiding van plannen voor de "Wereldhoofdstad van Duitsland" grote veranderingen. In de wijk werden ambassades door de bevriende staten Japan en Italië opgetrokken. Daarnaast verwierf de staat grote delen van de eigendommen, deels door gedwongen onteigeningen van Joodse eigenaren. 

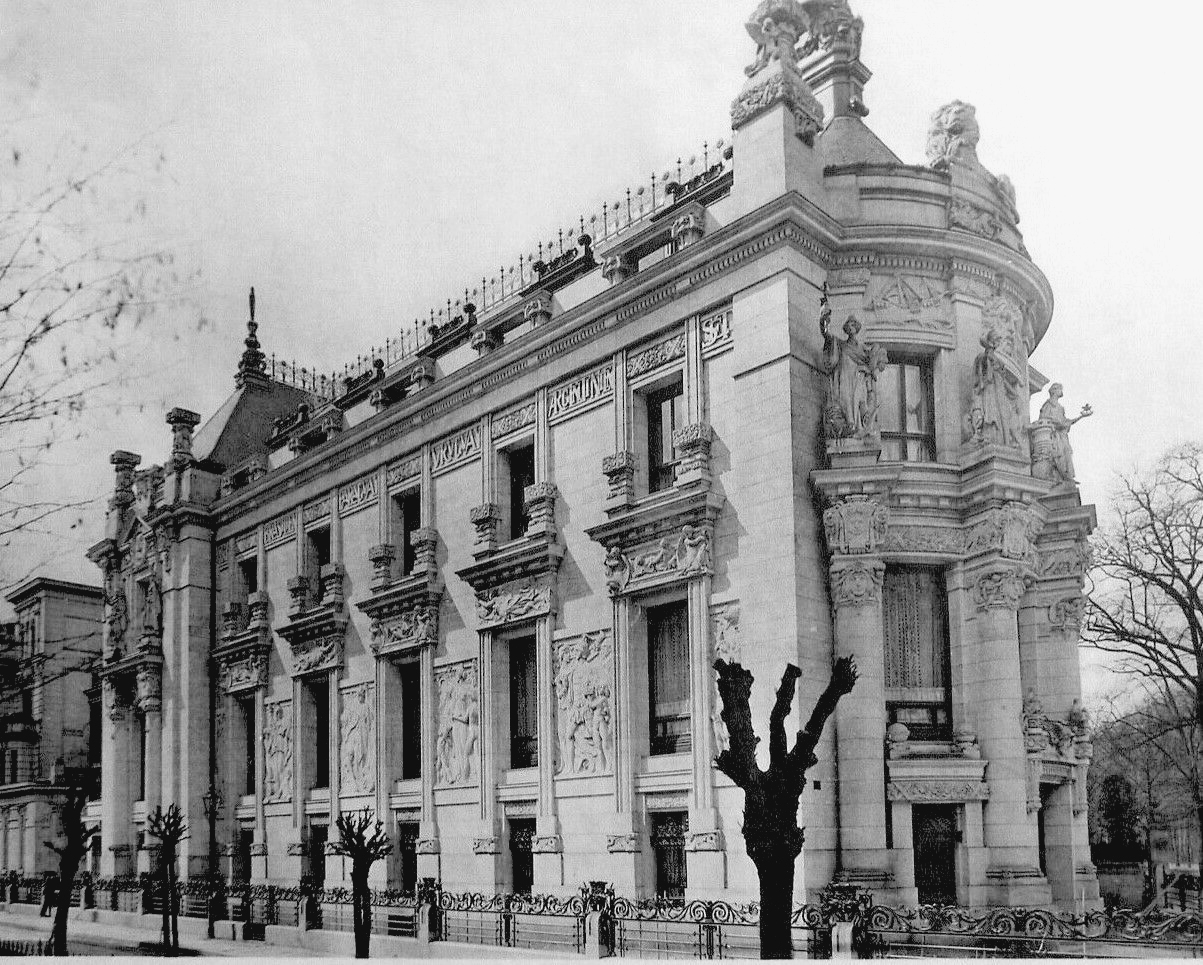
Palais Staudt

In het oostelijke deel van de wijk Tiergarten - ten oosten van de Stauffenbergstraße (tot 1955 Bendlerstraße genoemd) - werden de bestaande gebouwen vanaf 1938 grotendeels gesloopt om plaats te maken voor de "Noord-Zuidas" en het "Ronde Plein" tussen Kuppelhalle en Südbahnhof. Het westelijke deel - tussen de Tiergartenstraße in het noorden, het Landwehrkanal in het zuiden, de Bendlerstraße in het oosten en de Tiergartenstraße in het westen - werd uitgeroepen tot ambassadewijk. Het statige Palais Staudt, dat oorspronkelijk deel uitmaakte van de villawijk, werd in 1936 omgebouwd tot Argentijnse ambassade. 

Nadat veel gebouwen al beschadigd waren door geallieerde luchtaanvallen tijdens de Tweede Wereldoorlog, werd bijna elk gebouw verwoest tijdens de Slag om Berlijn. De geplande wederopbouw begon met de wedstrijd "Hoofdstad Berlijn" in 1958. Een centrum voor cultuur, onderwijs en wetenschap werd opgericht in het oosten van de wijk als het Kulturforum Berlin. Na de Duitse hereniging en het besluit over de hoofdstad werd Berlijn opnieuw de hoofdstad van Duitsland. Daarna bouwden verschillende landen nieuwe ambassades in de wijk of werden bestaande gebouwen gerestaureerd.